# Covelas (Trofa)
Covelas es una freguesia portuguesa del concelho de Trofa, con 16,69 km² de superficie y 1.662 habitantes (2001). Su densidad de población es de 99,6 hab/km².